# David Unterberger
David Unterberger (* 23. September 1988 in Bad Ischl) ist ein ehemaliger österreichischer Skispringer.

## Werdegang
Unterberger startete erstmals am 11. September 2004 bei einem internationalen FIS-Rennen. Nachdem er seine Leistungen stetig hatte steigern können, wurde er 2006 in den B-Kader berufen und startete am 4. Februar 2006 in Villach erstmals im Skisprung-Continental-Cup. Bei den Juniorenweltmeisterschaften 2007 im italienischen Tarvisio sprang er auf der Großschanze auf den 14. Platz. Am 15. September 2007 gelang es ihm im Continental Cup erstmals mit einem 6. Platz in Villach unter die besten zehn zu springen. Bei den Juniorenweltmeisterschaften 2008 in Zakopane sprang er im Einzelspringen erneut wie schon 2007 auf den 14. Platz, gewann jedoch die Silbermedaille mit der Mannschaft. Am 14. Dezember 2008 gelang ihm in Vikersund erstmals der Sprung aufs Podium im Continental Cup. Bei der Winter-Universiade 2009 in Yabuli sprang Unterberger auf den 5. Platz von der Normalschanze und gewann von der Großschanze die Goldmedaille. Mit der Mannschaft gewann er Silber. Im August 2009 sprang er erstmals im Sommer-Grand-Prix und erreichte bei beiden Springen in Hakuba die Punkteränge und belegte am Ende gemeinsam mit Tomáš Zmoray und Severin Freund den 72. Platz in der Gesamtwertung.
Im Jänner 2011 begann Unterberger seine vierjährige Ausbildung als Polizeispitzensportler bei der Bundespolizei, die er 2014 abschloss.

## Erfolge

### Continental-Cup-Siege im Einzel
| Nr. | Datum            | Ort           | Typ           |
| --- | ---------------- | ------------- | ------------- |
| 1.  | 23. Januar 2010  | Bischofshofen | Großschanze   |
| 2.  | 24. Januar 2010  | Bischofshofen | Großschanze   |
| 3.  | 13. Februar 2010 | Kranj         | Normalschanze |
| 4.  | 14. Februar 2010 | Kranj         | Normalschanze |
| 5.  | 6. März 2010     | Oslo          | Großschanze   |
| 6.  | 7. März 2010     | Oslo          | Großschanze   |